# 華頂宮博忠王
華頂宮博忠王（かちょうのみや ひろただおう、1902年（明治35年）1月26日 - 1924年（大正13年）3月19日）は、日本の皇族、海軍軍人。

## 概要
博恭王が華頂宮当主であった時の王子。1902年（明治35年）1月26日に誕生した第2王子。2月1日、博忠と命名される。博恭王が実系である伏見宮を継承するにあたり、博忠王は僅か2歳（明治37年1月15日附）で華頂宮の家督を継承する。学習院初等科時代は、裕仁親王（後の昭和天皇）と同級だった。中等学科4年より海軍兵学校予科へ進む。博忠王の海軍兵学校時代初期、校長は鈴木貫太郎海軍中将であった。
海軍兵学校を卒業（49期）した博忠王は1921年（大正10年）7月16日附で海軍少尉候補生となり、装甲巡洋艦八雲乗組を命じられる（同級の朝融王は出雲乗組）。練習艦隊司令官斎藤半六中将の指揮下で遠洋航海に出発した。
1922年（大正11年）4月4日、練習艦隊は日本（横須賀軍港）に戻った。翌日、博忠王、朝融王、斎藤中将ら118名は、宮城の鳳凰の間で摂政宮の裕仁親王（大正天皇皇太子）に拝謁する。4月28日、成年式挙行。5月25日附で博忠王は海軍少尉に任官した。戦艦陸奥乗組を命じられる。
1923年（大正12年）3月30日、海軍砲術学校普通科学生を命じられる。7月12日、海軍水雷学校普通科学生を命じられる。12月1日、海軍水雷学校普通科学生を卒業し、長良型軽巡洋艦五十鈴乗組を命じられる。当時の五十鈴艦長は、のちに条約派として父の博恭王と対立する堀悌吉大佐であった。
1924年（大正13年）3月3日、博忠王は五十鈴乗艦中に発病する。当初は軽い頭痛で発熱も無かったが、翌日の4日に状態が悪化したため、3月6日より佐世保海軍病院に入院する。皇太子で摂政宮であった裕仁親王（後の昭和天皇）は、博恭王・博忠王に対し、東宮侍従の土屋正直を見舞のため派遣した。
同日附で、堀悌吉大佐（当時、五十鈴艦長）は軍令部出仕となり、市村久雄大佐（当時、軽巡龍田艦長）が五十鈴艦長に任命される。
3月13日午前2時55分より意識が朦朧となり、やがて自然排尿もできず食事も摂れなくなった。18日夜に昏睡状態となった。
3月19日、博忠王は流行性脳脊髄炎のため、危篤状態となる。同日午後6時35分に薨去。22歳没。同日附で博忠王は海軍中尉に進級、大勲位に叙され、菊花大綬章を授与された。実父の博恭王（佐鎮長官）は、博忠王の臨終に立ち会ったという。
博忠王の遺体は3月24日午後4時に帰京し、公式に薨去が発表された。官報に掲載された宮内庁告示第15号では24日午後6時35分に薨去したとされている。喪主は弟宮の博信王（博恭王第三王子）。3月31日、豊島岡墓地にて斂葬の儀が執行された。
博忠王は生涯独身だった為、博忠王の薨去をもって華頂宮家は断絶する。この2年後の1926年（大正15年）12月7日に弟宮の博信王が臣籍降下するにあたり、華頂の姓を下賜され華頂宮の祭祀を継承した。
身長が六尺一寸（185センチメートル）という、当時としては異例の長身だったという。

## 血縁
- 父：伏見宮博恭王
- 母：徳川経子[2]（徳川慶喜9女）
- 兄弟：博義王 - 恭子女王 - 博忠王 - 博信王 - 敦子女王 - 知子女王 - 博英王

## 栄典
- 1922年（大正11年）5月25日 - 勲一等旭日桐花大綬章[27]
- 1924年（大正13年）3月19日 - 大勲位菊花大綬章[21]

## 経歴
| 1902年（明治35年）1月26日 | 誕生                                                   |
| 1904年（明治37年）1月15日 | 華頂宮継承                                             |
| 1921年（大正10年）7月16日 | 海軍兵学校卒業・海軍少尉候補生・八雲乗組               |
| 1922年（大正11年）1月26日 | 貴族院議員（皇族議員）                                 |
| 1922年（大正11年）4月4日  | 遠洋航海を終えて帰朝                                   |
| 1922年（大正11年）5月25日 | 海軍少尉、勲一等旭日桐花大綬章。戦艦陸奥乗組           |
| 1923年（大正12年）3月30日 | 海軍砲術学校普通科学生                                 |
| 1923年（大正12年）7月12日 | 海軍水雷学校普通科学生                                 |
| 1923年（大正12年）12月1日 | 五十鈴乗組                                             |
| 1924年（大正13年）3月19日 | 佐世保海軍病院にて薨去。海軍中尉、大勲位菊花大綬章受章 |
| 1924年（大正13年）3月24日 | 薨去（公式発表）                                       |